# Maksim Tjudov

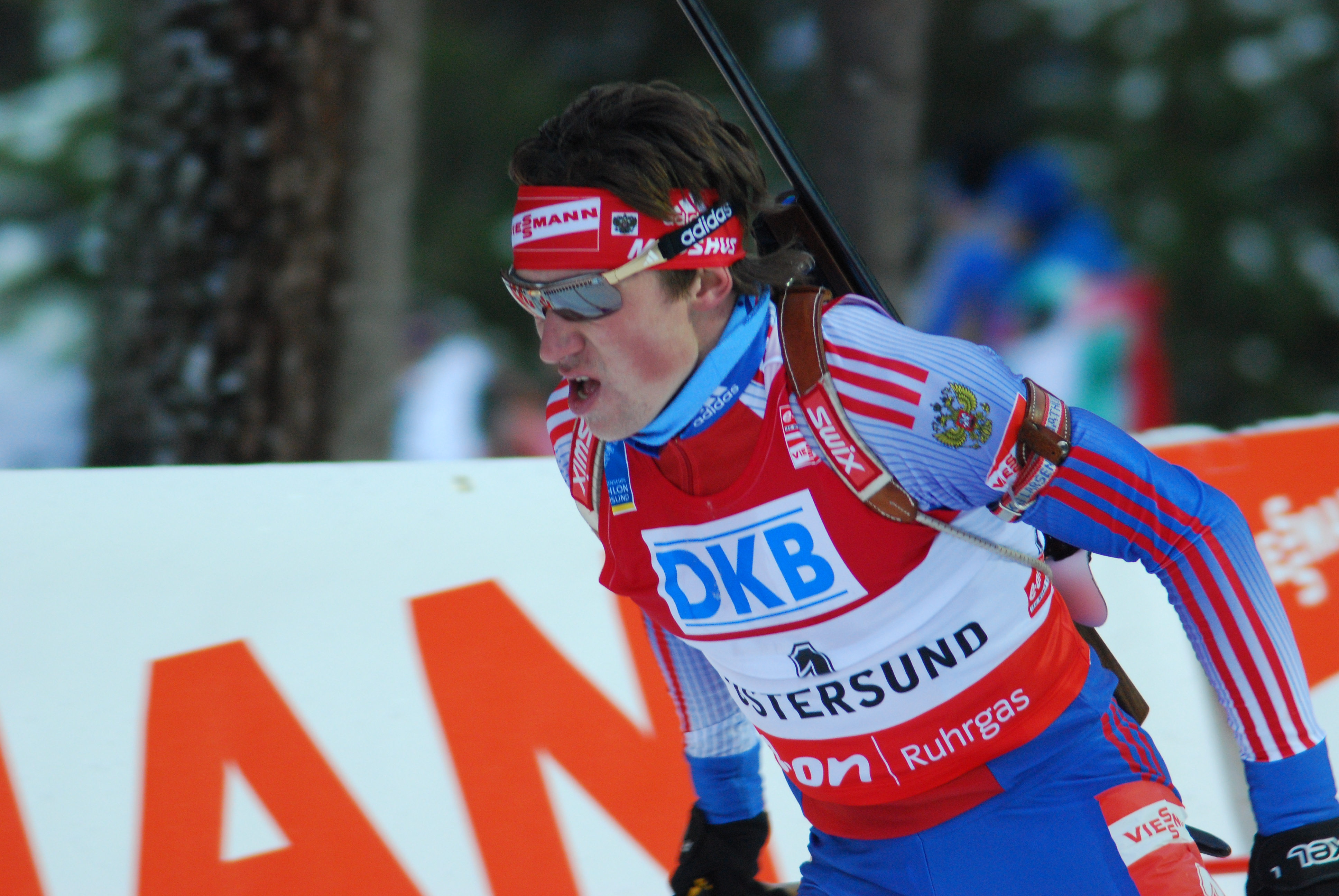
Maksim Tjudov under Världsmästerskapen i skidskytte 2008

Maksim Aleksandrovitj Tjudov (ryska: Максим Александрович Чудов), född 12 november 1982 i Ufa, är en rysk skidskytt som tävlat sedan 1998 och varit med i världscupen sedan 2004/2005.
Tjudovs första seger i världscupen kom i Ryssland 2006/2007 och totalt slutade Tjudov på 12:e plats i världscupen säsongen 2006/2007.

## Mästerskapsmeriter
Tjudov var med vid OS 2006 i Turin där han som bäst slutade nia i såväl sprint som jaktstart. Bättre gick det vid VM 2007 i Anterselva där Tjudov blev tvåa i jaktstart efter Ole Einar Bjørndalen. Vid VM 2008 i Östersund vann Tjudov sin första mästerskapsseger då han vann sprint tävlingen före norrmännen Halvard Hanevold och Ole Einar Bjørndalen. På den efterföljande jaktstarten blev han omåkt av Bjørndalen men åkte in på silverplats.
Tjudov deltog även i OS 2010 och tog hem ett stafettbrons över 4 x 7,5 km.